# Bilbor
Bilbor (en hongrois: Bélbor) est une commune roumaine du județ de Harghita, dans le Pays sicule en Transylvanie. Elle est composée des deux villages suivants :
- Bilbor (Bélbor), siège de la commune ;
- Răchitiș (Rakottyás).

## Localisation
La commune de Bilbor est située au nord du județ de Harghita, au pied des monts Călimani dans les Carpates orientales, à l'est de Transylvanie, dans le Pays sicule (région ethnoculturelle et linguistique), sur les rives de la Bistricioara (affluent de la Bistrița).

## Politique
| Période | Période  | Identité  | Étiquette | Qualité |
| ------- | -------- | --------- | --------- | ------- |
| 1996    | En cours | Ilie Trif | PSD       |         |

## Monuments et lieux touristiques
- L'église en bois Saint Nicolas du village de Bilbor (construite entre 1795-1797), monument historique
- L'église en bois romaine-catholique du village de Bilbor (construite au XXe siècle), monument historique
- Mairie de Bilbor (construite en 1936), monument historique
- L'école (bâtiment) de Bilbor (construite entre 1936-1938), monument historique
- Source d'eau minérale naturelle
- Rivière Bistricioara
- Monts Călimani
- Réserve naturelle Pârâul Dobreanu (aire protégée avec une superficie de 4 ha)[2]